# Station Mönchengladbach-Rheindahlen
Station Mönchengladbach-Rheindahlen is een Regionalbahnstation in het stadsdeel Rheindahlen van de Duitse stad Mönchengladbach en ligt aan de spoorlijn Rheydt - Dalheim, onderdeel van de IJzeren Rijn.
De ingebruikname van de goederenspoorlijn van Mönchengladbach naar de landsgrens bij Dalheim vond plaats op 4 december 1878. Op 15 februari 1879 hield de eerste maal een passagierstrein uit Mönchengladbach in de richting van Dalheim halte in het station, op de spoorlijn van de Bergisch-Märkische Eisenbahn-Gesellschaft.
Het gedeelte van de IJzeren Rijn, dat in 1909 werd uitgebreid als dubbelsporige lijn, werd na het einde van de Tweede Wereldoorlog tot 1952 grotendeels gebruikt als goederenspoorlijn. Dat jaar werd het evenwel teruggebracht tot een enkelsporige lijn. Vanwege het geringe reizigersverkeer stopte de Deutsche Bundesbahn op 1 juni 1978 met de verkoop van tickets op het station en schafte de afhandelingsbevoegdheden voor bagage- en expresgoederenverkeer af. 
Het station wordt bediend door de Regionalbahn RB 34, ook Schwalm-Nette-Bahn genoemd, met een uurbediening op weekdagen en bediening om de twee uur op weekend- en feestdagen.

## Treinverbindingen
| Serie | Treinsoort               | Route                                                                                        | Bijzonderheden     |
| ----- | ------------------------ | -------------------------------------------------------------------------------------------- | ------------------ |
| RB 34 | Regionalbahn (VIAS GmbH) | Mönchengladbach Hbf – Rheydt Hbf – Mönchengladbach-Rheindahlen – Wegberg – Arsbeck – Dalheim | Schwalm-Nette-Bahn |

0,0: Rheydt Hbf ·
1,4: Rheydt Gbf ·
5,3: Mönchengladbach-Günhoven ·
7,4: Mönchengladbach-Rheindahlen ·
9,5: Mönchengladbach-Genhausen ·
12,8: Wegberg ·
18,1: Arsbeck ·
20,1: Dalheim